# Silverwood n.º 123
Silverwood n.º 123 es un municipio rural canadiense situado en la provincia de Saskatchewan.

## Superficie
Silverwood n.º 123 tiene una superficie de 827,96 km².

## Demografía
En 2021, tenía 355 habitantes, una densidad poblacional de 0,4 hab./km², y 152 viviendas.